# Пяэрен, Хуго
Хуго Пяэрен (Хуго Аугустович Пяэрен; эст. Hugo Päären; род. 27 октября 1946, Йыгева, Эстонская ССР) — советский и эстонский шахматист. Мастер спорта СССР (1975), международный мастер ИКЧФ (1991), старший международный мастер ИКЧФ (2002).

## Спортивная биография

### Очные шахматы
Выступал в турнирах для молодых игроков (Рига, 1964; Москва, 1965) вместе с другими будущими мастерами.
Норму мастера спорта СССР выполнил в 1974 году на турнире мастеров и кандидатов в мастера в Таллине, посвящённом 30-летию освобождения города от нацистов (разделил 2—4-е места).
Участник ряда чемпионатов Эстонской ССР (1972, 1976, 1977, 1978, 1979, 1981, 1990). Участник первенства СССР среди сельских шахматистов (1976), турнира по быстрым шахматам среди шахматистов сельских спортивных обществ СССР к 60-летию Октябрьской революции (1977). Представлял спортивное общество «Йыуд» (Jõud).
По данным сайта 365Chess.com, выступал за команду Эстонии в матчах с Финляндией (2001) и Латвией (2002). Участник матчей Эстонская ССР — Латвийская ССР на ста досках (1976, 1982, 1985, 1987, 1990), матча Эстонская ССР — Москва (1980).
Чемпион Эстонии по блицу (2010).

### Заочные шахматы
В составе сборной СССР участник полуфинала 11-го командного чемпионата мира (олимпиады) (1987—1993).
В составе сборных Эстонской ССР и Эстонской Республики:
- бронзовый призёр 3-го международного турнира «Балтийское море — море дружбы!» (1974—1978; с лучшим индивидуальным результатом на 3-й доске)[25];
- участник не менее чем четырёх командных первенств СССР: 4-е первенство (1973—1975), 5-е (1975—1978), 6-е (1978—1981), 10-е (1991—1994). В 4-м первенстве — лучший индивидуальный результат на 7-й доске. Эффектная концовка партии Пяэрен — Яворский из турнира «Балтийское море — море дружбы!» (белые жертвуют ладью и дают мат) упоминалась в ряде источников[26][27][28];
- участник полуфиналов 12-го (1992—1999) и 13-го (1998—2003) командных чемпионатов мира;
- участник 5-го командного чемпионата Европы (1999—2004).

В индивидуальных заочных турнирах:
- участник всесоюзного турнира к 80-летию со дня рождения Сергея Есенина (1975—1977);
- победитель Мемориала Пауля Кереса (1995—1997)[29];
- участник турнира к 85-й годовщине рождения П. Кереса (2001—2004).